# Expedición Auxiliadora Chilena
La Expedición Auxiliadora de Chile o Columna Auxiliar de Buenos Aires. Fue una división enviada por Chile a comienzos de 1811 como apoyo al esfuerzo revolucionario de las Provincias Unidas del Río de la Plata para lograr la Independencia de la Argentina, en el marco de la operación conjunta de los ejércitos patriotas durante las guerras de independencia hispanoamericanas. Conocida también como División Auxiliadora de Chile, División Auxiliadora de Penco o Tropas Disciplinadas, Combatieron durante el Primer bombardeo de Buenos Aires, además de apoyar militarmente a José de San Martín y a las tropas rebeldes durante la revolución del 8 de octubre de 1812, sirvieron en Buenos Aires hasta 1813, año en que volvieron a Chile a luchar contra la invasión de que era objeto por parte de tropas realistas.

## Antecedentes
En julio de 1810 el gobernador de Chile Francisco Antonio García Carrasco Díaz presionado por la población se vio forzado a renunciar y asumió Mateo de Toro Zambrano y Ureta. El 18 de septiembre de 1810, conocido como el día de la "Primera Junta Nacional de Gobierno de Chile", se convocó a Cabildo abierto en Santiago de Chile y se eligió una Junta presidida por el mismo gobernador.
A la muerte del anciano Toro Zambrano (en febrero de 1811), el líder del sector criollo, los exaltados, Juan Martínez de Rozas, pudo promover a otros criollos a posiciones de autoridad y en marzo conseguir el acuerdo necesario para mandar tropas en ayuda de las Provincias Unidas del Río de la Plata en su lucha contra la monarquía. Chile no estaba de momento amenazado y el peso de la lucha por la emancipación y su suerte tenía lugar en las Provincias Unidas.
En efecto, por esas fechas se conocía en Chile la asunción al gobierno de la Junta Grande, la derrota de Manuel Belgrano en la provincia del Paraguay  en la batalla de Paraguarí, el avance de José Manuel de Goyeneche con refuerzos de Lima contra las fuerzas de Juan José Castelli en Alto Perú que terminaría en el desastre de Huaqui y el control del Río de la Plata, los ríos interiores y la Banda Oriental por parte de los realistas de Montevideo, mientras corrían las primeras noticias de los aprestos de los portugueses que se concretarían en la invasión del 17 de julio del general Diego de Souza.

## La expedición
Estaba previsto en principio el envío de un total de ochocientos hombres, pero solo se hizo efectiva la remisión de algo más de quinientos. La primera división, y grueso de la tropa, al mando del teniente coronel Pedro Andrés del Alcázar, se concentró en Concepción. Contaba con trescientos infantes y doscientos dragones de la Frontera, con un cuerpo de 27 oficiales, incluyendo al capitán de milicias José Joaquín Prieto Vial, quien sería Presidente de la República de Chile en 1831, y a su cuñado, el capitán Manuel Bulnes Quevedo, comandante de la infantería, quien sería padre del presidente de igual nombre. La expedición fue sumamente resentida por los más realistas y europeos santiaguinos, siendo resistida a través del discurso del procurador de esa ciudad, don José Miguel Infante y de las directrices del Cabildo de Santiago. También era parte de la expedición Vicente Benavides, quien tendría un papel fundamental en esta historia.

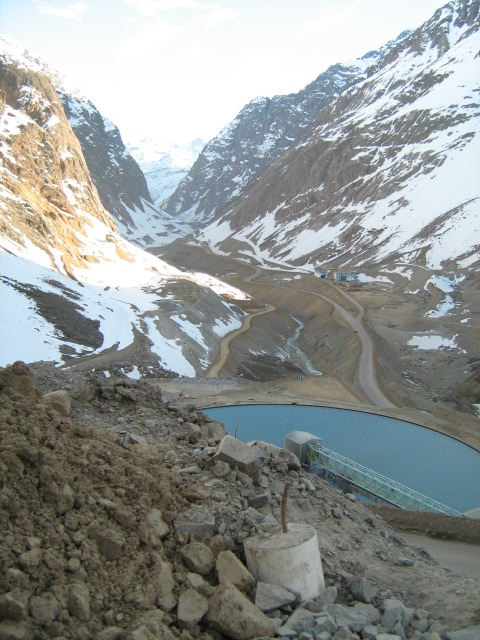
Valle Río Blanco, provincia de Los Andes.

La división de las denominadas "Tropas Disciplinadas" marchó hacia Santa Rosa de Los Andes, cruzó la Cordillera de los Andes y siguió a Mendoza, donde arribó a fines de marzo de 1811. Allí fue recibida con entusiasmo por la población:

Mendoza, 27 de marzo de 1811.
Luego que en esta ciudad se supo hallarse en camino las tropas que vienen del reino de Chile para la capital de Buenos Aires, ninguna demostración les parecia bastante á los buenos patriotas para significarles su complacencia y el justo reconocimiento en que se creen constituidos por una acción tan generosa: todos se han preparado á porfía para recibir con la mayor ternura á aquellos valerosos hermanos que vienen á tomar una parte tan activa en nuestros esfuerzos: y estos nobles sentimientos con que la ciudad de Mendoza ha cooperado á estrechar de un modo tan sensible los vínculos de nuestra unión y confederación con el grande reino de Chile, deben hacerle mucho honor en la historia de nuestros sucesos. Se nos ha remitido la siguiente proclama con que uno de ellos habló al pueblo, y nos complacemos en publicarla para general satisfacción de los verdaderos patriotas:
PROCLAMA: Mendocinos patriotas: El que os habla tiene el honor de apellidarse con este honroso título. Ya sabéis que el pueblo chileno representado por su Excma. junta gubernativa, y consecuente á la oferta generosa que hizo á nuestro gobierno, ha realizado la remision de quinientos hombres de tropa veterana para auxilio de las presentes ocurrencias. Sabemos que el 26 del corriente salió para esta ciudad la primera división compuesta de 200 guerreros, á quienes, ni las considerables penalidales del camino, ni los encumbrados y escarpados montes que tienen que trepar é inmensas distancias á donde se dirigen, han podido servir de obstáculo para enfriar el ardor con que se apresuran á unirse con los invencibles Argentinos. Sí: se unirán y este nudo será indisoluble. Estos dos pueblos, cuya historia es una sucesion de heroicidades, se harán amar por sus virtudes, y respetar por su constancia y valor: y el nombre chileno será pronunciado con amor y respeto. Con esta noticia me lisonjeo en la persuasion de que os preparais para recibir estas tropas con el regocijo y aparato debido á su dignidad: yo os convido, pues, compatriotas amados, para dar en su hospedaje un testimonio auténtico de vuestros patrióticos sentimientos y adhesión con que os habéis manifestado en los acontecimientos pasados: el derecho imperiosamente lo exige, no ménos que el honor y la política. Mendoza, 27 de marzo de 1811. EL PATRIOTA.

### En Buenos Aires
La expedición tras su larga marcha arribó finalmente a Buenos Aires a mediados de junio de 1811. Dice un cronista: 

"El 14 de junio de 1811 entraron en esta capital trescientos y cuarenta y tantos hombres de tropa entre dragones e infantería, todos uniformados y armados, mandados para ayudar a defender esta ciudad de algún enemigo, por nuestra hermana e ilustre ciudad de Santiago de Chile, a cuya excelentísima junta, ciudad y reino, ha quedado esta capital del Río de la Plata muy agradecida, y en prueba de ello ha recibido sus tropas con las demostraciones más sinceras de alegría."
Beruti, Juan Manuel, Memorias Curiosas, página 170.

En efecto, habiendo llegado a los suburbios, quedaron a la espera de la comisión de bienvenida en el hospicio, cerca de los Corrales de Miserere. Al mediodía formaron todas las tropas en la Plaza Mayor y a las 13:30 marcharon a recibirlas, conducidas por el presidente de la Junta, Cornelio Saavedra, la infantería con sus banderas desplegadas y música del regimiento de Montañeses, los Húsares en la retaguardia con su estandarte y "tocando sus cajas, que alternaban con los timbales y clarín".
A las 15:30, tras los saludos de rigor, entraron a la ciudad, para lo que se les cedió la vanguardia de la columna, seguidos por los Patricios. Entraron tocando su marcha (pero sin bandera, pues no la traían) por la Calle de la Reconquista hasta la Plaza Mayor, en donde formaron todos los cuerpos en batalla sobre sus cuatro frentes, cediéndosele nuevamente el de honor, frente al Cabildo, al cuerpo auxiliar.
Allí fueron recibidos en su sala capitular por el Cabildo y los miembros de la Junta Grande, tras lo cual las tropas desfilaron a su alojamiento en El Retiro, en la "casa de mixtos", frente al Convento de las Catalinas (donde estaban también los almacenes y efectos del Real Cuerpo de Artillería), a siete cuadras de la Plaza Mayor, hasta ese momento guardado por tropas del regimiento de Pardos.
Cierra el cronista:

"En el cuartel fueron obsequiados con un famoso refresco de licores, bizcochos, etc., que con anticipación se les había puesto; y al segundo día se les dio en el Fuerte por el presidente un espléndido convite al comandante y oficiales."

### Bombardeo de Buenos Aires

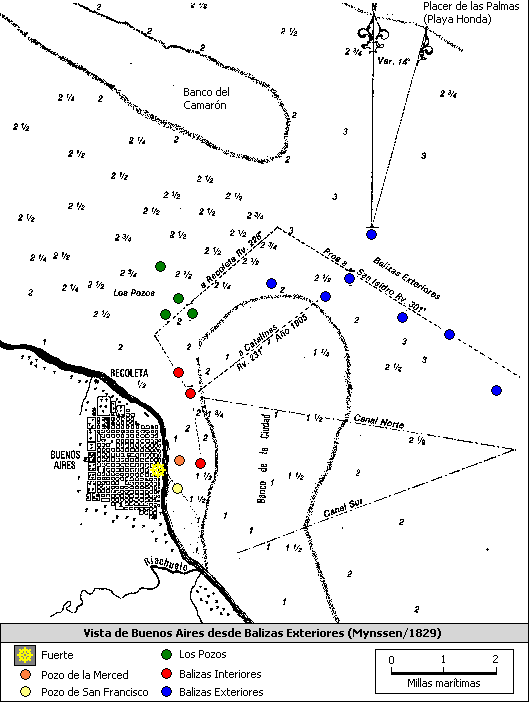
Puerto de Buenos Aires.

En julio de 1811 el Virrey Francisco Javier Elío envió desde Montevideo una escuadra de cinco naves ligeras, dos bombarderas y una lancha al mando del capitán de fragata Juan Ángel Michelena. Sus órdenes consistían en bombardear la ciudad sin previa intimación y sólo tras hacerlo, "presentar el convenio, no para discutir, sino para aceptar".
La Junta Grande había tenido advertencias del plan de Elío y conocía el arribo de la escuadra de Michelena a la Isla de Martín García, por lo que el cabildo convocó el día 13 a los alcaldes de barrio y les encargó disponer patrullas de vigilancia para detectar posibles desembarcos e instalar puestos de observación para seguir los movimientos de la flota enemiga.
Asimismo dispuso retirar el depósito de pólvora que existía en la "casa de mixtos", donde se alojaba la expedición auxiliar, y trasladarlo a la basílica de San Nicolás de Bari (donde hoy se levanta el Obelisco), menos expuesta al alcance de las bombas enemigas. El sagrario y la pila bautismal se llevaron a la iglesia de San Miguel Arcángel, que sirvió como parroquia hasta que el 29 de julio se retiraron los pertrechos.
Así, la noche del mismo día 13, más de 100 cajones y barriles se trasladaron rápidamente en carretillas con el auxilio de las tropas auxiliares chilenas.
El 15 de ese mes Michelena arribó a balizas exteriores del puerto de Buenos Aires. Tras tomar posiciones en balizas interiores, alrededor de las 22:00 horas inició el cañoneo que mantuvo hasta la una de la mañana del día 16. Sólo fue respondido por el único barco disponible, una lancha cañonera armada con un cañón de a 18 al mando de Hipólito Bouchard que salió de servicio rápidamente. El daño que experimentó la ciudad no fue de consideración en sus edificios y sólo dos personas fueron heridas por las bombas.
En la mañana del día siguiente, el comandante realista envió el convenio propuesto: retiro de tropas y levantamiento de los bloqueos, amnistía, libre posesión y disponibilidad de bienes, libre circulación de Montevideo a Buenos Aires (no a la inversa), tras su regreso disponer la desmovilización de las tropas destacadas en la Banda Oriental, situación que se mantendría hasta que cayera España, fuera restaurado Fernando VII o se pronunciara formalmente el Consejo de Regencia, tres opciones que en todos los casos implicarían finalmente el desconocimiento de la Junta.

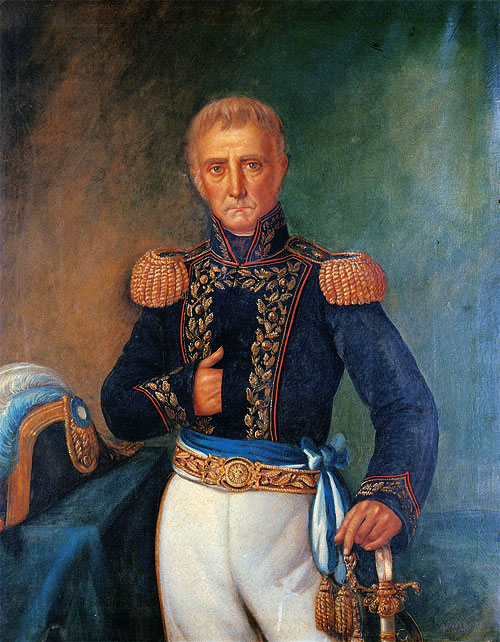
Cornelio Saavedra.

La presentación y contenido de la intimación y la agresión, sin que la precediera ultimátum o negociación alguna, a una ciudad abierta, desprovista de obras defensivas, impedían al gobierno aceptar la iniciativa de Elío, que hubiera sido rechazada sin más por un vecindario que no sólo no había sido amedrentado por el bombardeo sino que reaccionaba con repulsa y cólera ante el ataque.

### Revolución de octubre
El 22 de septiembre de 1811, aprovechando la ausencia de Saavedra, el cabildo logró que la Junta ordenara la creación de un nuevo poder ejecutivo, el Primer Triunvirato. Ayudaron a su caída la oposición morenista, el fracaso de las campañas contra las provincias rebeldes al movimiento (Alto Perú, Paraguay y la Banda Oriental. y el descontento de los diputados de ciudades dependientes que habían sido el principal sostén del sistema.
El Triunvirato pronto se mostró autoritario en su política interna pero vacilante e incluso retrógrado en la conducción de la guerra, a cargo del secretario Bernardino Rivadavia, quien ya había sido acusado de "españolista" y deportado a la Guardia del Salto en ocasión del primer bombardeo de Buenos Aires.
Así el 20 de octubre de 1811 firmó un tratado de paz con el Virrey Elío, en noviembre disolvió al poder legislativo constituido por la antigua Junta y el 22 de noviembre por el Estatuto Provisional asumió también el legislativo, el 6 de diciembre reprimió violentamente el motín del Regimiento de Patricios y ajustició a once de sus partícipes.
El 13 de enero de 1812 Bernardo Monteagudo refundó la Sociedad Patriótica, que rápidamente se convirtió en centro de la oposición al gobierno. El 9 de marzo llegaron a Buenos Aires, entre otros, José de San Martín y Carlos María de Alvear, quienes crearon la Logia Lautaro, en la que se fundió la Sociedad Patriótica.
En marzo cesaba en sus funciones el triunviro Juan José Paso por lo que el 4 de abril se reunió la Asamblea de las Provincias Unidas del Río de la Plata, sin periódicos y con patrullas en las calles. La Asamblea eligió a Juan Martín de Pueyrredón y como este cumplía funciones en el Ejército del Norte, a José Miguel Díaz Vélez como interino. Esto fue rechazado por el Triunvirato considerando que el secretario, Rivadavia, debía ser el interino. Como la Asamblea insistió y se declaró soberana el ejecutivo la disolvió y amenazó a sus miembros con declararlos sediciosos y punibles con la pena de muerte.
El 6 de julio por la supuesta conspiración de Martín de Álzaga dispuso con juicio sumarísimo y dudosas pruebas su fusilamiento y el de más de treinta hombres.
En septiembre el Ejército del Norte al mando de Manuel Belgrano, que venía retrocediendo desde la Batalla de Huaqui, se detiene en San Miguel de Tucumán desobedeciendo las órdenes del Triunvirato de retroceder a Córdoba y ceder todo el norte. El 24 vence completamente a las fuerzas realistas de Pío Tristán, noticia que se conoce en Buenos Aires el 5 de octubre.
Como en septiembre cesaba en sus funciones el triunviro Manuel de Sarratea se convoca nuevamente a la Asamblea, pero se rechazan los diplomas de los opositores, diputados por Salta, Tucumán, Jujuy y Mendoza (el mismo Monteagudo). El candidato de Rivadavia era Pedro Medrano y el de la Logia Lautaro, Bernardo de Monteagudo. El 06 se reunió la Asamblea y habiendo renunciado Feliciano Antonio Chiclana designó a dos candidatos del oficialismo.
El 8 de octubre, poco antes de la una de la mañana las fuerzas del Regimiento de Granaderos a Caballo, dirigida por el coronel José de San Martín y su segundo el sargento mayor Carlos María de Alvear, el cuerpo de artillería volante al mando del coronel Manuel Guillermo Pinto y el Regimiento N° 2 de Infantería al mando del coronel Francisco Ortiz de Ocampo y el sargento mayor Román Fernández desplazaron sus fuerzas en la Plaza Mayor. Solicitaban que el cabildo, presidido por Miguel de Azcuénaga, reasumiera "la autoridad que le delegó el pueblo congregado el 22 de mayo de 1810" deponiendo al ejecutivo y nombrara a un Segundo Triunvirato como gobierno provisorio hasta que se reuniera una nueva asamblea. Justificaban la medida en las "infracciones al Estatuto Provisional del 23 de noviembre de 1811 y del Reglamento del 19 de febrero de 1812", la exclusión de los diputados opositores y en general de despotismo por haber disuelto la Junta Conservadora, por no haber convocado a un Congreso, por la violenta represión contra Álzaga y por haber abandonado al ejército del Norte.
Las fuerzas chilenas al mando de Del Alcázar no fueron ajenas a la preparación del movimiento. Si bien no acudieron a la Plaza Mayor, se solidarizaron con las tropas rebeldes lo que era fundamental para el éxito de la asonada teniendo en cuenta que controlaban el depósito de pólvora y contaban con un número de tropas equivalentes a la mitad de las que se concentraban frente al Cabildo.

### Regreso a Chile
Tras la asunción del nuevo gobierno algunos oficiales volvieron a Chile, pero el grueso de las tropas permaneció en Buenos Aires al mando de Alcázar, hasta conocerse en esta ciudad las noticias de la invasión de Chile por el ejército de Antonio Pareja producida a comienzos de 1813.
En abril de 1813, el Comandante Del Alcázar solicitó de las autoridades de las Provincias Unidas del Río de la Plata la autorización para regresar a Chile, toda vez que se gestaban importantes acontecimientos para la independencia de su tierra.
El 18 de abril, las "Tropas Disciplinadas" salieron de Buenos Aires, acompañadas esta vez por una división enviada por Buenos Aires al mando del teniente coronel Santiago Carrera.
A fines de mayo cruzaron la Cordillera, en invierno y cubierta de nieve, y entraron en Santiago de Chile el 4 de junio, siendo entusiastamente recibidas por el pueblo y las autoridades. Por decreto del 3 de junio el gobierno había reconocido la validez de los ascensos que el gobierno de Buenos Aires había concedido a algunos de los oficiales. Asimismo, la Junta de Gobierno envió una efusiva nota por los servicios prestados por Alcázar, quien agradeció en su nombre y en el de su gente y manifestó su ansiedad de "poder recoger siquiera una rama de los laureles que sus compañeros comenzaban a reunir en el sur de Chile".
En julio de 1813 las autoridades de Buenos Aires apresaron a algunos desertores de la División Auxiliadora poniéndolos a disposición del diputado de Chile en Buenos Aires.

### En Chile
El 9 de junio la división fue rápidamente enviada a Valparaíso para sumarse a una nueva división al mando de Francisco de Lastra y aprestarse a enfrentar una nueva invasión que se suponía tendría lugar por el norte mientras los rebeldes realistas nucleados en Chillán amenazaban por el sur. El 19 de junio la Junta solicitó auxilio al gobierno de Buenos Aires, que contestó con celeridad, dieciséis días más tarde, comprometiendo el envío de auxilios, que llegarían al mando de Juan Gregorio de Las Heras en la primavera.
En septiembre de 1813, Alcázar fue enviado con la división al sur, a Talca, con el objeto de servir de núcleo a una nueva división donde se establecería en octubre la Junta Gubernativa.
En los siguientes meses, el ya coronel Alcázar debería enfrentar la lucha con los realistas y sus propios conflictos con Juan José Carrera. Su mujer e hijas junto a la familia de O'Higgins serían tomadas prisioneras, se amenazaría fusilarlas y serían liberadas recién en enero de 1814 en canje de prisioneros.
En el Combate de Cucha Cucha del 23 de febrero de 1814, Del Alcázar tuvo destacada actuación como segundo del Brigadier Juan Mackenna contra la División realista del coronel Luis Urrejola. Mackenna afirmó que lo "auxilió infinito...bajo el fuego del enemigo".

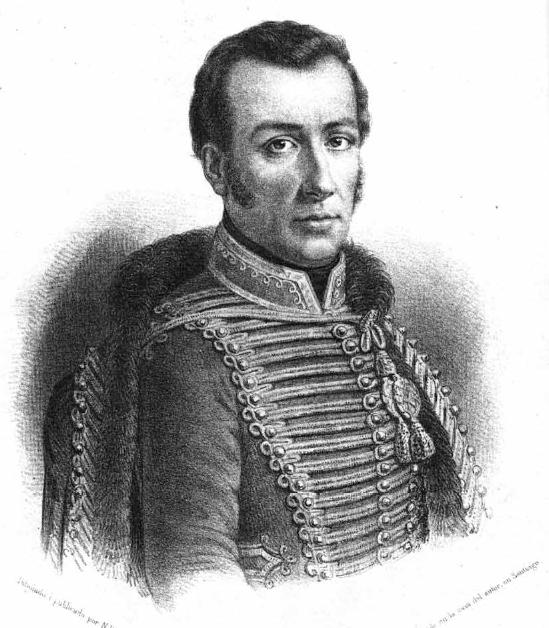
José Miguel Carrera.

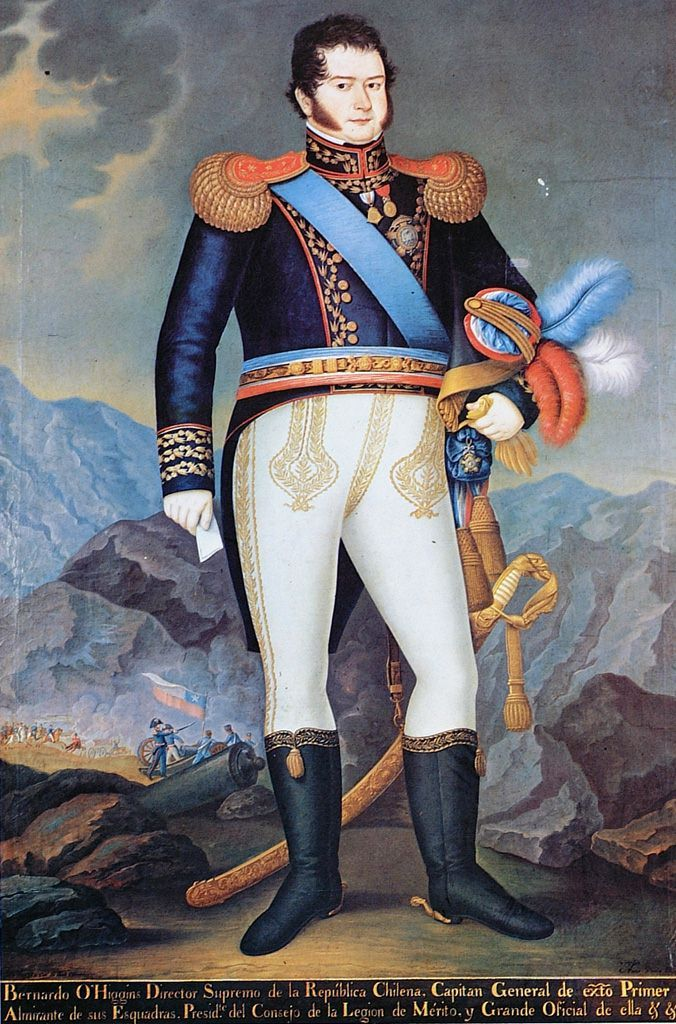
Bernardo O'Higgins, general en jefe de las fuerzas patriotas.

Luego de la firma del Tratado de Lircay en mayo de 1814 y la posterior guerra civil entre los partidarios de O'Higgins y los de los hermanos Carrera, Del Alcázar y sus fuerzas se sumaron a los partidarios del primero. Venció a los de Carrera en Paine, pero fue finalmente derrotado con las restantes tropas de O'Higgins en el Combate de las Tres Acequias el 26 de agosto de 1814.
Producida la invasión del coronel Mariano Osorio sobrevino el Desastre de Rancagua, en octubre de 1814, donde Del Alcázar y sus hombres lucharon valientemente y se abrieron paso entre el enemigo.
Después de Rancagua, al mando de un escuadrón de caballería y junto con el teniente coronel de las fuerzas auxiliares de las Provincias Unidas Juan Gregorio de Las Heras, al mando de un pequeño batallón de infantería, recibieron de José Miguel Carrera la orden de impedir la emigración por la cordillera de los que huían de los realistas vencedores. No obstante la desobedecieron y protegieron así a los refugiados patriotas en su tránsito a Mendoza.
O'Higgins diría de Alzázar: "... Este oficial, además de las apreciables cualidades que le adornan, tiene pleno conocimiento de la frontera y un gran ascendiente sobre sus habitantes, cuyas circunstancias facilitaran a menos costa la toma de dichas plazas [Los Ángeles y Nacimiento] y quedará el enemigo aislado en Arauco".

### Tras la Patria Vieja
En Mendoza, gobernada ya por el General José de San Martín, contribuyeron a reducir a las tropas de Carrera que ocupaban el cuartel de San Agustín. A fines de noviembre de 1814 Alcázar fue puesto a la cabeza de cerca de 300 soldados emigrados y gran número de civiles que deseaban pasar a Buenos Aires.
En mitad de la lenta marcha, Alcázar recibió instrucciones del director Gervasio Antonio de Posadas que le ordenaba marchar al norte para sumarse al ejército del Alto Perú al mando del general José Rondeau. Pese a la voluntad de Alcázar de obedecer la orden, la mayor parte de los oficiales chilenos se opuso en razón de carecer de vestidos y armas, y de que se alejarían de territorio y mandos conocidos. Alcázar, atendiendo a las primeras razones despachó a Buenos Aires al capitán Ramón Freire. Pero la solicitud fue denegada, indicando Posadas que se proveería a las tropas de lo necesario. No obstante la sublevación del ejército del norte haría que nuevas órdenes de Carlos María de Alvear permitieran a los emigrados seguir a Buenos Aires, donde llegarían a mediados de enero de 1815. Allí, algunos pasarían a la vida civil, otros se sumarían al ejército de las Provincias Unidas y otros al mando de Freire las tropas de desembarco de las expediciones corsarias al Pacífico que preparaban Guillermo Brown e Hipólito Bouchard. Estos, regresarían a Buenos Aires en 1816, sólo para sumarse al ejército libertador de San Martín en Mendoza, iniciativa que convocaría a muchos otros de la vieja división, Del Alcázar entre ellos, quien tomó parte en la preparación e instrucción del Ejército de los Andes y al frente de su destacamento cruzó la cordillera en enero de 1817.
Participó en la Batalla de Chacabuco, luego en Santa Rosa de Los Andes inició la organización del Batallón Número 1 de Infantería de Chile, y marchó al sur a luchar contra las fuerzas realistas remanentes, aliadas de los mapuches, al mando del Coronel José Ordóñez. Posteriormente enfrentó al comandante de guerrillas Vicente Benavides, su antiguo subordinado en la expedición de 1811, pasado a las filas realistas en 1813 y convertido en uno de sus más eficaces y sanguinarios comandantes, aliado ahora con las tribus indias. Ya de 68 años de edad, al mando del batallón de cazadores de Coquimbo, Alcázar fue derrotado en Tarpellanca el 26 de septiembre de 1820 y asesinado al igual que su oficialidad tras la rendición que aceptó para intentar vanamente salvar las vidas de los civiles de Tarpellanca.